# 1839 no Brasil
Esta é uma cronologia dos fatos acontecimentos de ano 1839 no Brasil.

## Incumbente
- Imperador – D. Pedro II (9 de abril de 1831-15 de novembro de 1889)

## Eventos
- 21 de março: Início da Guerra Grande.
- 4 de abril: Escola de Farmácia é criada em Ouro Preto, Minas Gerais.
- 24 de julho: A República Juliana é um estado republicano proclamado no atual estado de Santa Catarina.
- 1 de agosto: Rendição da cidade de Caxias aos balaios.
- 6 de setembro: Manuel Congo, líder de levante de escravos, é enforcado no Rio de Janeiro.
- 10 de setembro: Batalha do Seival (Guerra dos Farrapos).
- 15 de novembro: Fim da República Juliana.
- 9 de dezembro: Maceió é estabelecido como capital de Alagoas.

## Nascimentos
- 4 de janeiro: Casimiro de Abreu, poeta (m. 1860).
- 21 de junho: Machado de Assis, escritor (m. 1908).[1]